# Boney M./Auszeichnungen für Musikverkäufe

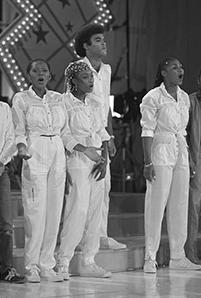
Boney M. (1981)

Dies ist eine Übersicht über die Auszeichnungen für Musikverkäufe der deutschen Disco-Band Boney M. Die Auszeichnungen finden sich nach ihrer Art (Gold, Platin usw.), nach Staaten getrennt in chronologischer Reihenfolge, geordnet sowie nach den Tonträgern selbst, ebenfalls in chronologischer Reihenfolge, getrennt nach Medium (Alben, Singles usw.), wieder.

## Auszeichnungen
| - Vereinigtes Königreich - 1978: für das Album Take the Heat Off Me - 1979: für die Single Painter Man - 1979: für die Single Hooray! Hooray! It’s a Holi-Holiday - 1979: für die Single El Lute/Gotta Go Home - 2023: für die Single Sunny - 2025: für das Album Let It All Be Music - The Party Album - Australien - 1978: für die Single Rivers of Babylon/Brown Girl In The Ring - 1995: für das Album Gold – 20 Super Hits - 2002: für das Album Christmas Album - 2008: für das Videoalbum The Magic of Boney M. - 2020: für die Single Mary’s Boy Child – Oh My Lord - Belgien - 2022: für die Single Rasputin (Remix) - Dänemark - 1976: für die Single Daddy Cool - 1978: für die Single Rivers of Babylon/Brown Girl In The Ring - 1979: für die Single Hooray! Hooray! It’s a Holi-Holiday - 1979: für die Single El Lute/Gotta Go Homey - 1980: für die Single I See a Boat (On the River) - 2022: für die Single Daddy Cool - 2023: für die Single Rasputin (Remix) - Deutschland - 1976: für die Single Daddy Cool - 1977: für das Album Take the Heat Off Me - 1978: für die Single Ma Baker - 1979: für die Single El Lute/Gotta Go Home - 1980: für das Album The Magic of Boney M. – 20 Golden Hits - 1993: für das Album Gold – 20 Super Hits - 1995: für das Album Happy Christmas - 2023: für die Single Rasputin (Remix) - 2025: für die Single Mary’s Boy Child – Oh My Lord - Finnland - 1977: für das Album Take the Heat Off Me - 1977: für das Album Love for Sale - 1979: für das Album Oceans of Fantasy - 1980: für das Album The Magic of Boney M. – 20 Golden Hits - 1993: für das Album Gold – 20 Super Hits - 2002: für das Album The Best of - Frankreich - 1977: für die Single Daddy Cool - 1978: für die Single Rivers of Babylon/Brown Girl In The Ring - 1989: für die Single Megamix ’88 / Rasputin ’88 - 1995: für das Album Gold – 20 Super Hits - Griechenland - 1978: für das Album Love for Sale - 1978: für das Album Take the Heat Off Me - Hongkong - 1982: für das Album Boonoonoonoos - Italien - 2021: für die Single Daddy Cool - 2023: für die Single Rasputin - Kanada - 1977: für die Single Daddy Cool - 1993: für das Album Gold – 20 Super Hits - 2008: für das Album The Magic of Boney M. – 20 Golden Hits (Digital) - 2008: für das Album Christmas with Boney M. - Mexiko - 2023: für die Single Rasputin (Remix) - Niederlande - 1978: für die Single Rivers of Babylon/Brown Girl In The Ring - 1979: für die Single Rasputin - 1979: für die Single Mary’s Boy Child – Oh My Lord - 1979: für die Single Hooray! Hooray! It’s a Holi-Holiday - 1979: für die Single El Lute/Gotta Go Home - 1979: für das Album Nightflight to Venus - 1993: für das Album Gold – 20 Super Hits - Österreich - 1978: für das Album Nightflight to Venus - 1993: für das Album Gold – 20 Super Hits - Schweden - 1977: für das Album Love for Sale - 1999: für die Single Ma Baker - Spanien - 1996: für das Album Best in Spain - 2024: für die Single Daddy Cool - 2024: für die Single Rasputin - Vereinigte Staaten - 2024: für die Single Rasputin (Remix) - Vereinigtes Königreich - 1978: für das Album Love for Sale - 1980: für die Single Ma Baker - 1980: für das Album The Magic of Boney M. - 2013: für das Album The Best of - 2013: für das Album The Magic of Boney M. – 20 Golden Hits - 2020: für das Album The Greatest Hits - 2024: für die Single Daddy Cool - 2024: für das Album The Essential Boney M | - Israel - 1978: für das Album Love for Sale - Australien - 2002: für das Album The Best of - 2021: für die Single Rasputin (Remix) - 2022: für die Single Rasputin - Dänemark - 1977: für das Album Take the Heat Off Me - 1977: für das Album Love for Sale - 1978: für die Single Mary’s Boy Child – Oh My Lord (Physisch) - 2001: für das Album The Complete Collection - 2019: für die Single Mary’s Boy Child – Oh My Lord (Digital) - Deutschland - 1978: für das Album Love for Sale - 1978: für die Single Rivers of Babylon/Brown Girl In The Ring - 1979: für das Album Oceans of Fantasy - 1995: für das Album Daddy Cool – Star Collection - Frankreich - 1988: für das Album Greatest Hits of All Times – Remix ’88 - Hongkong - 1978: für das Album Take the Heat Off Me - 1979: für das Album Love for Sale - 1979: für das Album Nightflight to Venus - 1980: für das Album Oceans of Fantasy - 1981: für das Album The Magic of Boney M. – 20 Golden Hits - Irland - 2006: für das Album The Magic of Boney M. – 20 Golden Hits - Italien - 2021: für die Single Rasputin (Remix) - Kanada - 1979: für die Single Rasputin - 1984: für das Album The Magic of Boney M. – 20 Golden Hits - Neuseeland - 2018: für das Album Christmas with Boney M. - 2022: für die Single Mary’s Boy Child – Oh My Lord - Österreich - 1993: für das Album The Magic of Boney M. – 20 Golden Hits - Neuseeland - 1979: für das Album Nightflight to Venus - 1979: für die Single Rivers of Babylon/Brown Girl In The Ring - 1980: für das Album Oceans of Fantasy - 1996: für das Album Christmas Album - 1996: für das Album Gold – 20 Super Hits - Niederlande - 1979: für das Album Oceans of Fantasy - 1980: für das Album The Magic of Boney M. – 20 Golden Hits - Norwegen - 1994: für das Album Gold – 20 Super Hits - Polen - 2023: für die Single Rasputin (Remix) - Schweden - 1977: für das Album Take the Heat Off Me - Schweiz - 1993: für das Album Gold – 20 Super Hits - 2022: für die Single Rasputin (Remix) - Spanien - 1979: für das Album Nightflight to Venus - 1982: für das Album Oceans of Fantasy - 1982: für das Album Boonoonoonoos - 1983: für das Album The Magic of Boney M. – 20 Golden Hits - 2000: für das Album 20th Century Hits - 2024: für die Single Rasputin (Remix) - Vereinigtes Königreich - 1978: für die Single Rivers of Babylon/Brown Girl In The Ring - 1978: für das Album Nightflight to Venus - 1978: für die Single Mary’s Boy Child – Oh My Lord - 1980: für das Album Oceans of Fantasy - 2022: für die Single Rasputin (Remix) - 2024: für die Single Rasputin | - Dänemark - 1978: für das Album Nightflight To Venus - Deutschland - 1978: für das Album Nightflight To Venus - Kanada - 1984: für das Album Christmas Album - Neuseeland - 2022: für das Album The Magic of Boney M. – 20 Golden Hits - Schweden - 1996: für das Album Gold – 20 Super Hits - Ungarn - 2024: für die Single Rasputin (Remix) - Kanada - 1979: für das Album Nightflight to Venus |

## Auszeichnungen nach Alben

### 20th Century Hits
| Land/Region          | Auszeichnungen für Musikverkäufe (Land/Region, Auszeichnung, Verkäufe) | Verkäufe |
| -------------------- | ---------------------------------------------------------------------- | -------- |
| Spanien (Promusicae) | Platin                                                                 | 100.000  |
| Insgesamt            | 1× Platin ·                                                            | 100.000  |

### Best in Spain
| Land/Region          | Auszeichnungen für Musikverkäufe (Land/Region, Auszeichnung, Verkäufe) | Verkäufe |
| -------------------- | ---------------------------------------------------------------------- | -------- |
| Spanien (Promusicae) | Gold                                                                   | 50.000   |
| Insgesamt            | 1× Gold ·                                                              | 50.000   |

### Boonoonoonoos
| Land/Region           | Auszeichnungen für Musikverkäufe (Land/Region, Auszeichnung, Verkäufe) | Verkäufe |
| --------------------- | ---------------------------------------------------------------------- | -------- |
| Hongkong (IFPI/HKRIA) | Gold                                                                   | 10.000   |
| Spanien (Promusicae)  | Platin                                                                 | 100.000  |
| Insgesamt             | 1× Gold · 1× Platin ·                                                  | 110.000  |

### Christmas Album
| Land/Region       | Auszeichnungen für Musikverkäufe (Land/Region, Auszeichnung, Verkäufe) | Verkäufe |
| ----------------- | ---------------------------------------------------------------------- | -------- |
| Australien (ARIA) | Gold                                                                   | 35.000   |
| Neuseeland (RMNZ) | Platin                                                                 | 15.000   |
| Kanada (MC)       | Platin                                                                 | 200.000  |
| Insgesamt         | 1× Gold · 3× Platin ·                                                  | 250.000  |

### Christmas with Boney M.
| Land/Region       | Auszeichnungen für Musikverkäufe (Land/Region, Auszeichnung, Verkäufe) | Verkäufe |
| ----------------- | ---------------------------------------------------------------------- | -------- |
| Kanada (MC)       | Gold                                                                   | 50.000   |
| Neuseeland (RMNZ) | Platin                                                                 | 15.000   |
| Insgesamt         | 1× Gold · 1× Platin ·                                                  | 65.000   |

### Daddy Cool – Star Collection
| Land/Region        | Auszeichnungen für Musikverkäufe (Land/Region, Auszeichnung, Verkäufe) | Verkäufe |
| ------------------ | ---------------------------------------------------------------------- | -------- |
| Deutschland (BVMI) | Platin                                                                 | 500.000  |
| Insgesamt          | 1× Platin ·                                                            | 500.000  |

### Gold – 20 Super Hits
| Land/Region        | Auszeichnungen für Musikverkäufe (Land/Region, Auszeichnung, Verkäufe) | Verkäufe |
| ------------------ | ---------------------------------------------------------------------- | -------- |
| Australien (ARIA)  | Gold                                                                   | 35.000   |
| Deutschland (BVMI) | Gold                                                                   | 250.000  |
| Finnland (IFPI)    | Gold                                                                   | 46.029   |
| Frankreich (SNEP)  | Gold                                                                   | 100.000  |
| Kanada (MC)        | Gold                                                                   | 50.000   |
| Neuseeland (RMNZ)  | Platin                                                                 | 15.000   |
| Niederlande (NVPI) | Gold                                                                   | 50.000   |
| Norwegen (IFPI)    | Platin                                                                 | 50.000   |
| Österreich (IFPI)  | Gold                                                                   | 25.000   |
| Schweden (IFPI)    | 2× Platin                                                              | 200.000  |
| Schweiz (IFPI)     | Platin                                                                 | 50.000   |
| Insgesamt          | 6× Gold · 5× Platin ·                                                  | 621.029  |

### Greatest Hits of All Times – Remix ’88
| Land/Region       | Auszeichnungen für Musikverkäufe (Land/Region, Auszeichnung, Verkäufe) | Verkäufe |
| ----------------- | ---------------------------------------------------------------------- | -------- |
| Frankreich (SNEP) | Platin                                                                 | 300.000  |
| Insgesamt         | 1× Platin ·                                                            | 300.000  |

### Happy Christmas
| Land/Region        | Auszeichnungen für Musikverkäufe (Land/Region, Auszeichnung, Verkäufe) | Verkäufe |
| ------------------ | ---------------------------------------------------------------------- | -------- |
| Deutschland (BVMI) | Gold                                                                   | 250.000  |
| Insgesamt          | 1× Gold ·                                                              | 250.000  |

### Let It All Be Music - The Party Album
| Land/Region                  | Auszeichnungen für Musikverkäufe (Land/Region, Auszeichnung, Verkäufe) | Verkäufe |
| ---------------------------- | ---------------------------------------------------------------------- | -------- |
| Vereinigtes Königreich (BPI) | Silber                                                                 | 60.000   |
| Insgesamt                    | 1× Silber ·                                                            | 60.000   |

### Love for Sale
| Land/Region                  | Auszeichnungen für Musikverkäufe (Land/Region, Auszeichnung, Verkäufe) | Verkäufe |
| ---------------------------- | ---------------------------------------------------------------------- | -------- |
| Dänemark (IFPI)              | Platin                                                                 | 100.000  |
| Deutschland (BVMI)           | Platin                                                                 | 500.000  |
| Finnland (IFPI)              | Gold                                                                   | 26.218   |
| Griechenland (IFPI)          | Gold                                                                   | 50.000   |
| Hongkong (IFPI/HKRIA)        | Platin                                                                 | 20.000   |
| Israel (IFPI)                | 2× Gold                                                                | 40.000   |
| Schweden (IFPI)              | Gold                                                                   | 50.000   |
| Vereinigtes Königreich (BPI) | Gold                                                                   | 100.000  |
| Insgesamt                    | 6× Gold · 3× Platin ·                                                  | 886.218  |

### Nightflight to Venus
| Land/Region                  | Auszeichnungen für Musikverkäufe (Land/Region, Auszeichnung, Verkäufe) | Verkäufe  |
| ---------------------------- | ---------------------------------------------------------------------- | --------- |
| Dänemark (IFPI)              | 2× Platin                                                              | 200.000   |
| Deutschland (BVMI)           | 2× Platin                                                              | 1.000.000 |
| Hongkong (IFPI/HKRIA)        | Platin                                                                 | 20.000    |
| Japan (RIAJ)                 | —                                                                      | 21.000    |
| Kanada (MC)                  | 5× Platin                                                              | 500.000   |
| Neuseeland (RMNZ)            | Platin                                                                 | 15.000    |
| Niederlande (NVPI)           | Gold                                                                   | 50.000    |
| Österreich (IFPI)            | Gold                                                                   | 25.000    |
| Spanien (Promusicae)         | Platin                                                                 | 100.000   |
| Vereinigtes Königreich (BPI) | Platin                                                                 | 300.000   |
| Insgesamt                    | 2× Gold · 13× Platin ·                                                 | 2.231.000 |

### Oceans of Fantasy
| Land/Region                  | Auszeichnungen für Musikverkäufe (Land/Region, Auszeichnung, Verkäufe) | Verkäufe |
| ---------------------------- | ---------------------------------------------------------------------- | -------- |
| Deutschland (BVMI)           | Platin                                                                 | 500.000  |
| Finnland (IFPI)              | Gold                                                                   | 26.117   |
| Hongkong (IFPI/HKRIA)        | Platin                                                                 | 20.000   |
| Japan (RIAJ)                 | —                                                                      | 18.000   |
| Neuseeland (RMNZ)            | Platin                                                                 | 15.000   |
| Niederlande (NVPI)           | Platin                                                                 | 100.000  |
| Spanien (Promusicae)         | Platin                                                                 | 100.000  |
| Vereinigtes Königreich (BPI) | Platin                                                                 | 100.000  |
| Insgesamt                    | 1× Gold · 6× Platin ·                                                  | 879.117  |

### Take the Heat off Me
| Land/Region                  | Auszeichnungen für Musikverkäufe (Land/Region, Auszeichnung, Verkäufe) | Verkäufe |
| ---------------------------- | ---------------------------------------------------------------------- | -------- |
| Dänemark (IFPI)              | Platin                                                                 | 100.000  |
| Deutschland (BVMI)           | Gold                                                                   | 250.000  |
| Finnland (IFPI)              | Gold                                                                   | 26.259   |
| Griechenland (IFPI)          | Gold                                                                   | 50.000   |
| Hongkong (IFPI/HKRIA)        | Platin                                                                 | 20.000   |
| Japan (RIAJ)                 | —                                                                      | 20.000   |
| Schweden (IFPI)              | Platin                                                                 | 100.000  |
| Vereinigtes Königreich (BPI) | Silber                                                                 | 60.000   |
| Insgesamt                    | 1× Silber · 3× Gold · 3× Platin ·                                      | 626.259  |

### The Best (BMG Japan)
| Land/Region  | Auszeichnungen für Musikverkäufe (Land/Region, Auszeichnung, Verkäufe) | Verkäufe |
| ------------ | ---------------------------------------------------------------------- | -------- |
| Japan (RIAJ) | —                                                                      | 66.000   |
| Insgesamt    | —                                                                      | 66.000   |

### The Best of
| Land/Region                  | Auszeichnungen für Musikverkäufe (Land/Region, Auszeichnung, Verkäufe) | Verkäufe |
| ---------------------------- | ---------------------------------------------------------------------- | -------- |
| Australien (ARIA)            | Platin                                                                 | 70.000   |
| Finnland (IFPI)              | Gold                                                                   | 20.205   |
| Vereinigtes Königreich (BPI) | Gold                                                                   | 100.000  |
| Insgesamt                    | 2× Gold · 1× Platin ·                                                  | 190.205  |

### The Complete Collection
| Land/Region     | Auszeichnungen für Musikverkäufe (Land/Region, Auszeichnung, Verkäufe) | Verkäufe |
| --------------- | ---------------------------------------------------------------------- | -------- |
| Dänemark (IFPI) | Platin                                                                 | 50.000   |
| Insgesamt       | 1× Platin ·                                                            | 50.000   |

### The Essential Boney M
| Land/Region                  | Auszeichnungen für Musikverkäufe (Land/Region, Auszeichnung, Verkäufe) | Verkäufe |
| ---------------------------- | ---------------------------------------------------------------------- | -------- |
| Vereinigtes Königreich (BPI) | Gold                                                                   | 100.000  |
| Insgesamt                    | 1× Gold ·                                                              | 100.000  |

### The Greatest Hits
| Land/Region                  | Auszeichnungen für Musikverkäufe (Land/Region, Auszeichnung, Verkäufe) | Verkäufe |
| ---------------------------- | ---------------------------------------------------------------------- | -------- |
| Vereinigtes Königreich (BPI) | Gold                                                                   | 100.000  |
| Insgesamt                    | 1× Gold ·                                                              | 100.000  |

### The Magic of Boney M.
| Land/Region                  | Auszeichnungen für Musikverkäufe (Land/Region, Auszeichnung, Verkäufe) | Verkäufe |
| ---------------------------- | ---------------------------------------------------------------------- | -------- |
| Vereinigtes Königreich (BPI) | Gold                                                                   | 100.000  |
| Insgesamt                    | 1× Gold ·                                                              | 100.000  |

### The Magic of Boney M. – 20 Golden Hits
| Land/Region                  | Auszeichnungen für Musikverkäufe (Land/Region, Auszeichnung, Verkäufe) | Verkäufe |
| ---------------------------- | ---------------------------------------------------------------------- | -------- |
| Deutschland (BVMI)           | Gold                                                                   | 250.000  |
| Finnland (IFPI)              | Gold                                                                   | 25.000   |
| Hongkong (IFPI/HKRIA)        | Platin                                                                 | 20.000   |
| Irland (IRMA)                | Platin                                                                 | 15.000   |
| Kanada (MC)                  | Platin (1984) · + Gold (2008)                                          | 150.000  |
| Neuseeland (RMNZ)            | 2× Platin                                                              | 30.000   |
| Niederlande (NVPI)           | Platin                                                                 | 100.000  |
| Österreich (IFPI)            | Platin                                                                 | 50.000   |
| Spanien (Promusicae)         | Platin                                                                 | 100.000  |
| Vereinigtes Königreich (BPI) | Gold                                                                   | 100.000  |
| Insgesamt                    | 4× Gold · 8× Platin ·                                                  | 840.000  |

## Auszeichnungen nach Singles

### Bahama Mama
| Land/Region  | Auszeichnungen für Musikverkäufe (Land/Region, Auszeichnung, Verkäufe) | Verkäufe |
| ------------ | ---------------------------------------------------------------------- | -------- |
| Japan (RIAJ) | —                                                                      | 27.000   |
| Insgesamt    | —                                                                      | 27.000   |

### Belfast
| Land/Region  | Auszeichnungen für Musikverkäufe (Land/Region, Auszeichnung, Verkäufe) | Verkäufe |
| ------------ | ---------------------------------------------------------------------- | -------- |
| Japan (RIAJ) | —                                                                      | 17.000   |
| Insgesamt    | —                                                                      | 17.000   |

### Daddy Cool
| Land/Region                  | Auszeichnungen für Musikverkäufe (Land/Region, Auszeichnung, Verkäufe) | Verkäufe  |
| ---------------------------- | ---------------------------------------------------------------------- | --------- |
| Dänemark (IFPI)              | Gold (1976) · + Gold (2022)                                            | 125.000   |
| Deutschland (BVMI)           | Gold                                                                   | 800.000   |
| Frankreich (SNEP)            | Gold                                                                   | 500.000   |
| Italien (FIMI)               | Gold                                                                   | 35.000    |
| Kanada (MC)                  | Gold                                                                   | 75.000    |
| Spanien (Promusicae)         | Gold                                                                   | 30.000    |
| Vereinigtes Königreich (BPI) | Gold                                                                   | 400.000   |
| Insgesamt                    | 8× Gold ·                                                              | 1.965.000 |

### Dancin’ in the Street
| Land/Region  | Auszeichnungen für Musikverkäufe (Land/Region, Auszeichnung, Verkäufe) | Verkäufe |
| ------------ | ---------------------------------------------------------------------- | -------- |
| Japan (RIAJ) | —                                                                      | 30.000   |
| Insgesamt    | —                                                                      | 30.000   |

### El Lute/Gotta Go Home
| Land/Region                  | Auszeichnungen für Musikverkäufe (Land/Region, Auszeichnung, Verkäufe) | Verkäufe |
| ---------------------------- | ---------------------------------------------------------------------- | -------- |
| Dänemark (IFPI)              | Gold                                                                   | 50.000   |
| Deutschland (BVMI)           | Gold                                                                   | 250.000  |
| Japan (RIAJ)                 | —                                                                      | 44.000   |
| Niederlande (NVPI)           | Gold                                                                   | 100.000  |
| Vereinigtes Königreich (BPI) | Silber                                                                 | 250.000  |
| Insgesamt                    | 1× Silber · 3× Gold ·                                                  | 694.000  |

### Hooray! Hooray! It’s a Holi-Holiday
| Land/Region                  | Auszeichnungen für Musikverkäufe (Land/Region, Auszeichnung, Verkäufe) | Verkäufe |
| ---------------------------- | ---------------------------------------------------------------------- | -------- |
| Dänemark (IFPI)              | Gold                                                                   | 50.000   |
| Japan (RIAJ)                 | —                                                                      | 75.000   |
| Niederlande (NVPI)           | Gold                                                                   | 100.000  |
| Vereinigtes Königreich (BPI) | Silber                                                                 | 250.000  |
| Insgesamt                    | 1× Silber · 2× Gold ·                                                  | 475.000  |

### I See a Boat (On the River)
| Land/Region     | Auszeichnungen für Musikverkäufe (Land/Region, Auszeichnung, Verkäufe) | Verkäufe |
| --------------- | ---------------------------------------------------------------------- | -------- |
| Dänemark (IFPI) | Gold                                                                   | 50.000   |
| Insgesamt       | 1× Gold ·                                                              | 50.000   |

### Ma Baker
| Land/Region                  | Auszeichnungen für Musikverkäufe (Land/Region, Auszeichnung, Verkäufe) | Verkäufe |
| ---------------------------- | ---------------------------------------------------------------------- | -------- |
| Deutschland (BVMI)           | Gold                                                                   | 250.000  |
| Japan (RIAJ)                 | —                                                                      | 37.000   |
| Schweden (IFPI)              | Gold                                                                   | 15.000   |
| Vereinigtes Königreich (BPI) | Gold                                                                   | 500.000  |
| Insgesamt                    | 3× Gold ·                                                              | 802.000  |

### Mary’s Boy Child – Oh My Lord
| Land/Region                  | Auszeichnungen für Musikverkäufe (Land/Region, Auszeichnung, Verkäufe) | Verkäufe  |
| ---------------------------- | ---------------------------------------------------------------------- | --------- |
| Australien (ARIA)            | Gold                                                                   | 35.000    |
| Dänemark (IFPI)              | Platin (1978, physisch) · + Platin (2019, digital)                     | 190.000   |
| Deutschland (BVMI)           | Gold                                                                   | 300.000   |
| Neuseeland (RMNZ)            | Platin                                                                 | 30.000    |
| Niederlande (NVPI)           | Gold                                                                   | 100.000   |
| Vereinigtes Königreich (BPI) | Platin                                                                 | 1.976.999 |
| Insgesamt                    | 3× Gold · 4× Platin ·                                                  | 2.631.999 |

### Megamix ’88 / Rasputin ’88
| Land/Region       | Auszeichnungen für Musikverkäufe (Land/Region, Auszeichnung, Verkäufe) | Verkäufe |
| ----------------- | ---------------------------------------------------------------------- | -------- |
| Frankreich (SNEP) | Gold                                                                   | 400.000  |
| Insgesamt         | 1× Gold ·                                                              | 400.000  |

### My Friend Jack
| Land/Region  | Auszeichnungen für Musikverkäufe (Land/Region, Auszeichnung, Verkäufe) | Verkäufe |
| ------------ | ---------------------------------------------------------------------- | -------- |
| Japan (RIAJ) | —                                                                      | 21.000   |
| Insgesamt    | —                                                                      | 21.000   |

### Painter Man
| Land/Region                  | Auszeichnungen für Musikverkäufe (Land/Region, Auszeichnung, Verkäufe) | Verkäufe |
| ---------------------------- | ---------------------------------------------------------------------- | -------- |
| Vereinigtes Königreich (BPI) | Silber                                                                 | 250.000  |
| Insgesamt                    | 1× Silber ·                                                            | 250.000  |

### Rasputin
| Land/Region                  | Auszeichnungen für Musikverkäufe (Land/Region, Auszeichnung, Verkäufe) | Verkäufe  |
| ---------------------------- | ---------------------------------------------------------------------- | --------- |
| Australien (ARIA)            | Platin                                                                 | 70.000    |
| Italien (FIMI)               | Gold                                                                   | 50.000    |
| Japan (RIAJ)                 | —                                                                      | 160.000   |
| Kanada (MC)                  | Platin                                                                 | 150.000   |
| Niederlande (NVPI)           | Gold                                                                   | 100.000   |
| Spanien (Promusicae)         | Gold                                                                   | 30.000    |
| Vereinigtes Königreich (BPI) | Platin                                                                 | 600.000   |
| Insgesamt                    | 3× Gold · 3× Platin ·                                                  | 1.160.000 |

### Rasputin (Remix)
| Land/Region                  | Auszeichnungen für Musikverkäufe (Land/Region, Auszeichnung, Verkäufe) | Verkäufe  |
| ---------------------------- | ---------------------------------------------------------------------- | --------- |
| Australien (ARIA)            | Platin                                                                 | 70.000    |
| Belgien (BRMA)               | Gold                                                                   | 20.000    |
| Dänemark (IFPI)              | Gold                                                                   | 45.000    |
| Deutschland (BVMI)           | Gold                                                                   | 200.000   |
| Italien (FIMI)               | Platin                                                                 | 70.000    |
| Mexiko (AMPROFON)            | Gold                                                                   | 70.000    |
| Polen (ZPAV)                 | Platin                                                                 | 50.000    |
| Schweiz (IFPI)               | Platin                                                                 | 20.000    |
| Spanien (Promusicae)         | Platin                                                                 | 60.000    |
| Ungarn (MAHASZ)              | 3× Platin                                                              | 12.000    |
| Vereinigte Staaten (RIAA)    | Gold                                                                   | 500.000   |
| Vereinigtes Königreich (BPI) | Platin                                                                 | 600.000   |
| Insgesamt                    | 5× Gold · 9× Platin ·                                                  | 1.717.000 |

### Rivers of Babylon/Brown Girl in the Ring
| Land/Region                  | Auszeichnungen für Musikverkäufe (Land/Region, Auszeichnung, Verkäufe) | Verkäufe  |
| ---------------------------- | ---------------------------------------------------------------------- | --------- |
| Australien (ARIA)            | Gold                                                                   | 50.000    |
| Belgien (BRMA)               | —                                                                      | 200.000   |
| Dänemark (IFPI)              | Gold                                                                   | 50.000    |
| Deutschland (BVMI)           | Platin                                                                 | 500.000   |
| Frankreich (SNEP)            | Gold                                                                   | 500.000   |
| Japan (RIAJ)                 | —                                                                      | 61.000    |
| Neuseeland (RMNZ)            | Platin                                                                 | 20.000    |
| Niederlande (NVPI)           | Gold                                                                   | 300.000   |
| Schweiz (IFPI)               | —                                                                      | 125.000   |
| Vereinigtes Königreich (BPI) | Platin                                                                 | 2.040.000 |
| Insgesamt                    | 4× Gold · 3× Platin ·                                                  | 3.846.000 |

### Sunny
| Land/Region                  | Auszeichnungen für Musikverkäufe (Land/Region, Auszeichnung, Verkäufe) | Verkäufe |
| ---------------------------- | ---------------------------------------------------------------------- | -------- |
| Japan (RIAJ)                 | —                                                                      | 159.000  |
| Vereinigtes Königreich (BPI) | Silber                                                                 | 200.000  |
| Insgesamt                    | 1× Silber ·                                                            | 359.000  |

### Voodoonight
| Land/Region  | Auszeichnungen für Musikverkäufe (Land/Region, Auszeichnung, Verkäufe) | Verkäufe |
| ------------ | ---------------------------------------------------------------------- | -------- |
| Japan (RIAJ) | —                                                                      | 24.000   |
| Insgesamt    | —                                                                      | 24.000   |

## Auszeichnungen nach Videoalben

### The Magic of Boney M.
| Land/Region       | Auszeichnungen für Musikverkäufe (Land/Region, Auszeichnung, Verkäufe) | Verkäufe |
| ----------------- | ---------------------------------------------------------------------- | -------- |
| Australien (ARIA) | Gold                                                                   | 7.500    |
| Insgesamt         | 1× Gold ·                                                              | 7.500    |

## Statistik und Quellen
| Land/RegionAuszeichnungen für Musikverkäufe (Land/Region, Auszeichnungen, Verkäufe, Quellen) | Silber     | Gold       | Platin       | Verkäufe  | Quellen                           |
| -------------------------------------------------------------------------------------------- | ---------- | ---------- | ------------ | --------- | --------------------------------- |
| Australien (ARIA)                                                                            | —          | 5× Gold5   | 3× Platin3   | 372.500   | aria.com.au                       |
| Belgien (BRMA)                                                                               | —          | Gold1      | —            | 220.000   | ultratop.be                       |
| Dänemark (IFPI)                                                                              | —          | 7× Gold7   | 7× Platin7   | 985.000   | ifpi.dk                           |
| Deutschland (BVMI)                                                                           | —          | 9× Gold9   | 6× Platin6   | 5.800.000 | musikindustrie.de                 |
| Finnland (IFPI)                                                                              | —          | 6× Gold6   | —            | 169.828   | ifpi.fi                           |
| Frankreich (SNEP)                                                                            | —          | 4× Gold4   | Platin1      | 1.800.000 | infodisc.fr                       |
| Griechenland (IFPI)                                                                          | —          | 2× Gold2   | —            | 100.000   | Einzelnachweise                   |
| Hongkong (IFPI/HKRIA)                                                                        | —          | Gold1      | 5× Platin5   | 110.000   | ifpihk.org                        |
| Irland (IRMA)                                                                                | —          | Gold1      | —            | 7.500     | irishcharts.ie                    |
| Israel (IFPI)                                                                                | —          | 2× Gold2   | —            | 40.000    | Einzelnachweise                   |
| Italien (FIMI)                                                                               | —          | 2× Gold2   | Platin1      | 155.000   | fimi.it                           |
| Japan (RIAJ)                                                                                 | —          | —          | —            | 780.000   | Einzelnachweise                   |
| Kanada (MC)                                                                                  | —          | 4× Gold4   | 9× Platin9   | 1.175.000 | musiccanada.com                   |
| Mexiko (AMPROFON)                                                                            | —          | Gold1      | —            | 70.000    | amprofon.com.mx                   |
| Neuseeland (RMNZ)                                                                            | —          | —          | 9× Platin9   | 155.000   | aotearoamusiccharts.co.nz NZ2 NZ3 |
| Niederlande (NVPI)                                                                           | —          | 7× Gold7   | 2× Platin2   | 1.000.000 | nvpi.nl                           |
| Norwegen (IFPI)                                                                              | —          | —          | Platin1      | 50.000    | ifpi.no                           |
| Österreich (IFPI)                                                                            | —          | 2× Gold2   | Platin1      | 100.000   | ifpi.at                           |
| Polen (ZPAV)                                                                                 | —          | —          | Platin1      | 50.000    | olis.pl                           |
| Schweden (IFPI)                                                                              | —          | 2× Gold2   | 3× Platin3   | 365.000   | ifpi.se SE2                       |
| Schweiz (IFPI)                                                                               | —          | —          | 2× Platin2   | 70.000    | hitparade.ch                      |
| Spanien (Promusicae)                                                                         | —          | 3× Gold3   | 6× Platin6   | 670.000   | elportaldemusica.es ES2 ES3 ES4   |
| Ungarn (MAHASZ)                                                                              | —          | —          | 3× Platin3   | 12.000    | slagerlistak.hu                   |
| Vereinigte Staaten (RIAA)                                                                    | —          | Gold1      | —            | 500.000   | riaa.com                          |
| Vereinigtes Königreich (BPI)                                                                 | 6× Silber6 | 8× Gold8   | 6× Platin6   | 6.371.180 | bpi.co.uk                         |
| Insgesamt                                                                                    | 6× Silber6 | 68× Gold68 | 66× Platin66 |           |                                   |